# Laban (Tirtayasa)
Laban is een bestuurslaag in het regentschap Serang van de provincie Banten, Indonesië. Laban telt 2157 inwoners (volkstelling 2010).